# Ansonia karen
Ansonia karen — вид жаб родини ропухових (Bufonidae). Описаний у 2021 році.

## Етимологія
Вид названо на честь народу каренів, які допомагали авторам таксона під час польових робіт.

## Поширення
Ендемік Таїланду. Відомий лише у типовому місцезнаходженні — він виявлений у лісовому потоці в околицях гори Кхао Лем в районі Суан Пхуенг у провінції Ратчабурі на заході Таїланду, менш ніж за 2,0 км від міжнародного кордону Таїланду та М'янми.

## Опис
Дрібна жаба, тіло завдовжки 25,6 мм у самців і 29,2 мм у самиць.

## Спосіб життя
Вид населяє полідомінантний гірський тропічний вічнозелений ліс на горі Као Лаем на висоті від 700 до 750 м над рівнем моря, де дорослі особини спостерігалися вночі, сидячи на листі чи камені уздовж повільно текучого гірського потоку шириною приблизно 1–3 м або під камінням уздовж краю потоку.